# Estilo Imperio

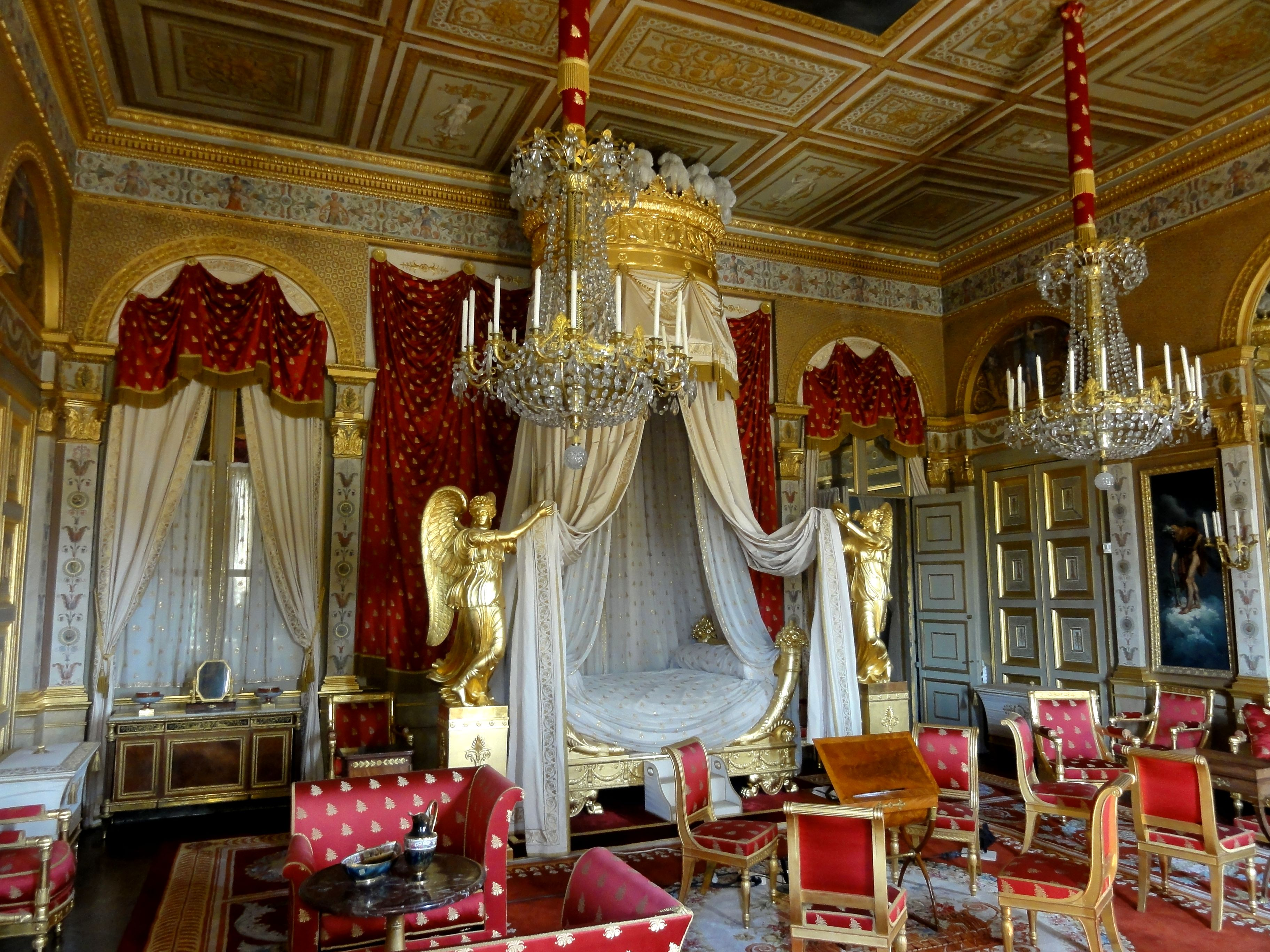
Dormitorio de la Emperatriz en La Compiègne, de François-Honoré-Georges Jacob-Desmalter.

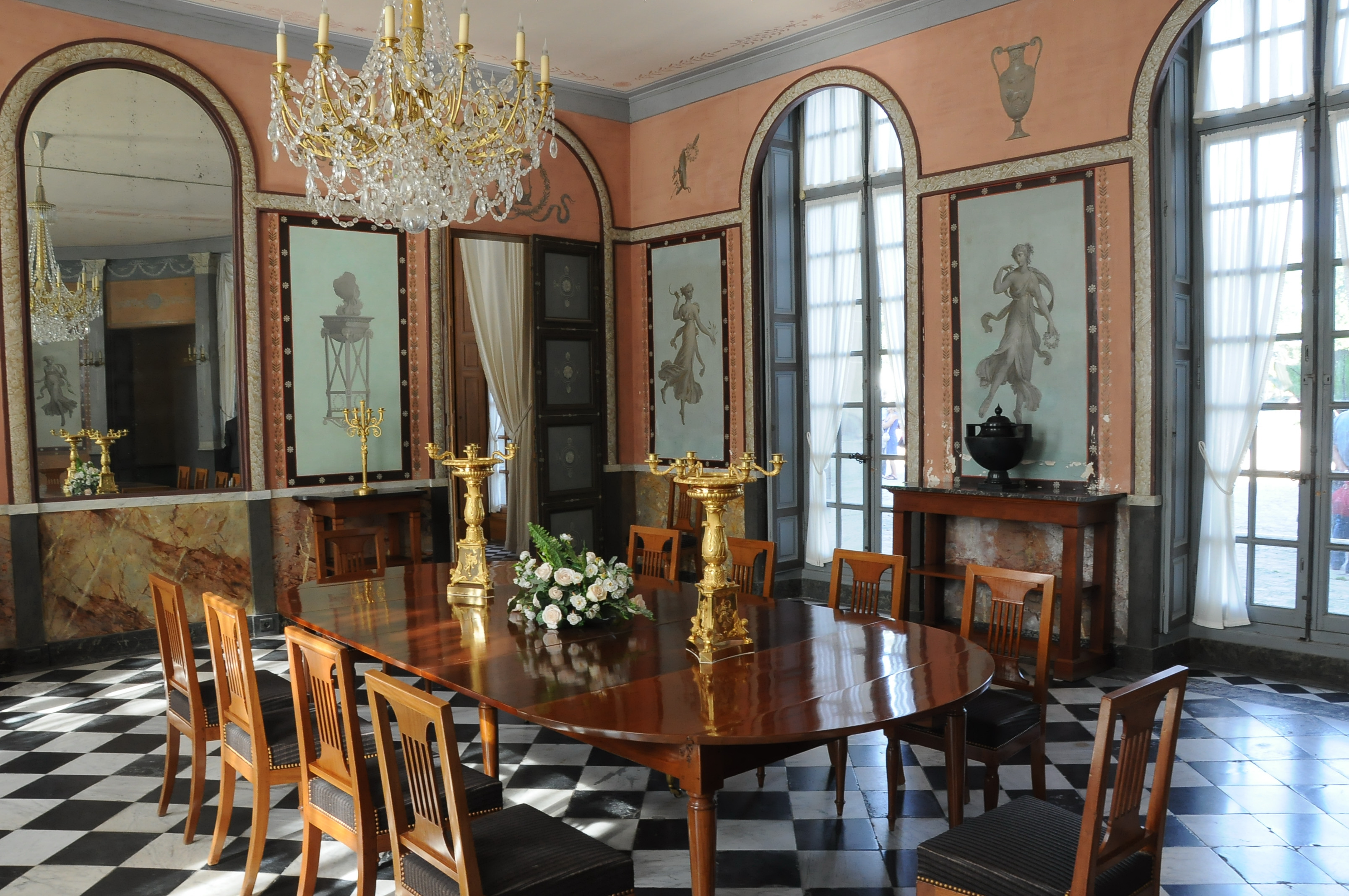
Comedor en el Château de La Malmaison.

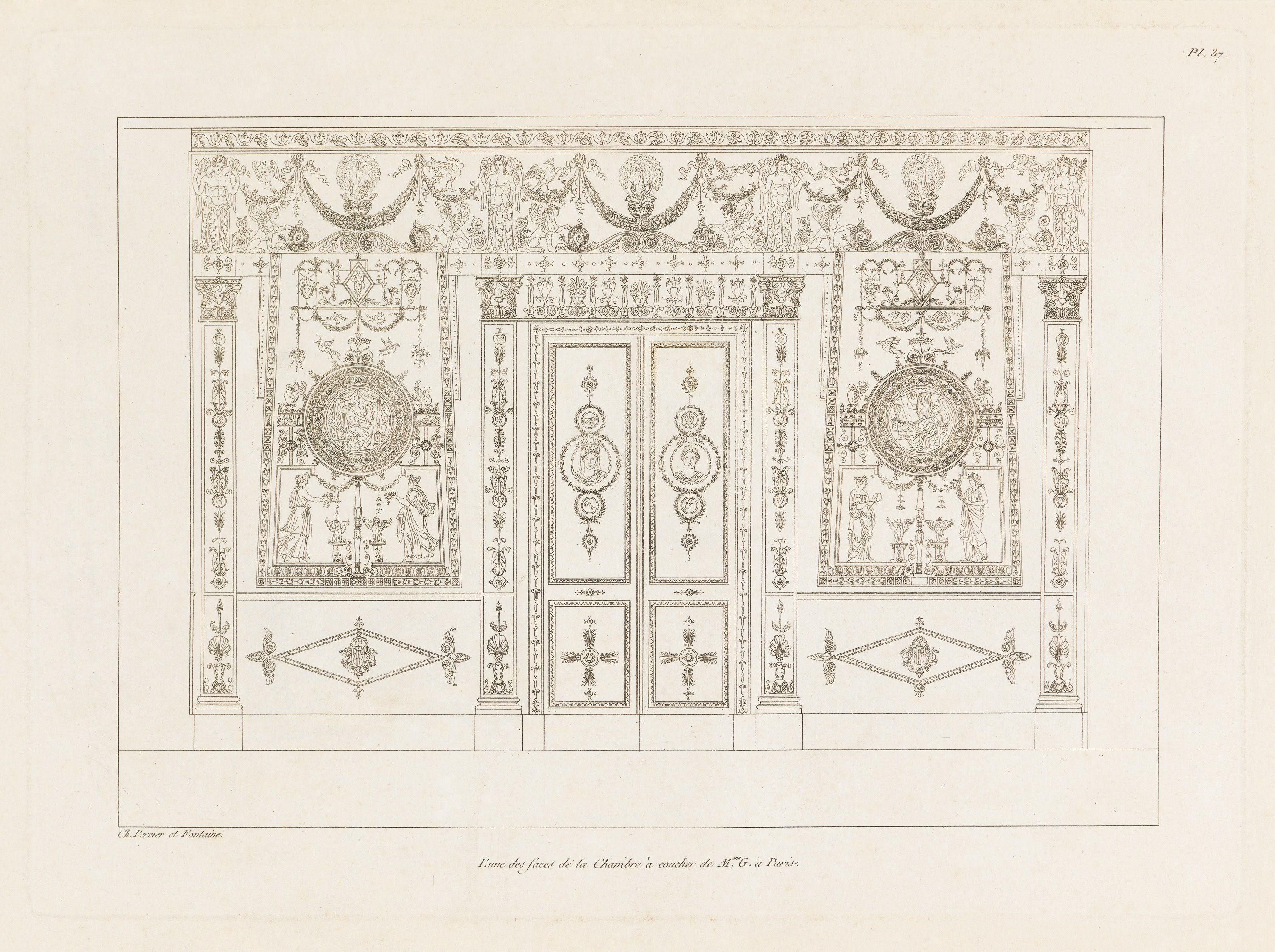
Diseño para un dormitorio, de Charles Percier.

El estilo Imperio (en francés: style Empire) es un estilo artístico dominante, esencialmente, en decoración de interiores, mobiliario y moda, que se inserta dentro del movimiento neoclásico, y en concreto del neoclasicismo tardío. Toma su nombre del periodo de gobierno de Napoleón en Francia, conocido como Primer Imperio Francés.
A pesar de su nombre, el estilo se desarrolla antes de la proclamación del Imperio en 1804, teniendo su punto de origen en las campañas militares de Italia (1797) y Egipto (1798). En Francia, al estilo Imperio le antecede el estilo Directorio y le sucede el estilo Restauración.
El estilo Imperio se expresó sobre todo en la redecoración de la residencias imperiales como las Tullerías, Saint-Cloud, Fontainebleau, La Compiègne o el Grand Trianon, además de en residencias particulares como la Malmaison o el Hôtel de Beauharnais.

## Desarrollo y definición

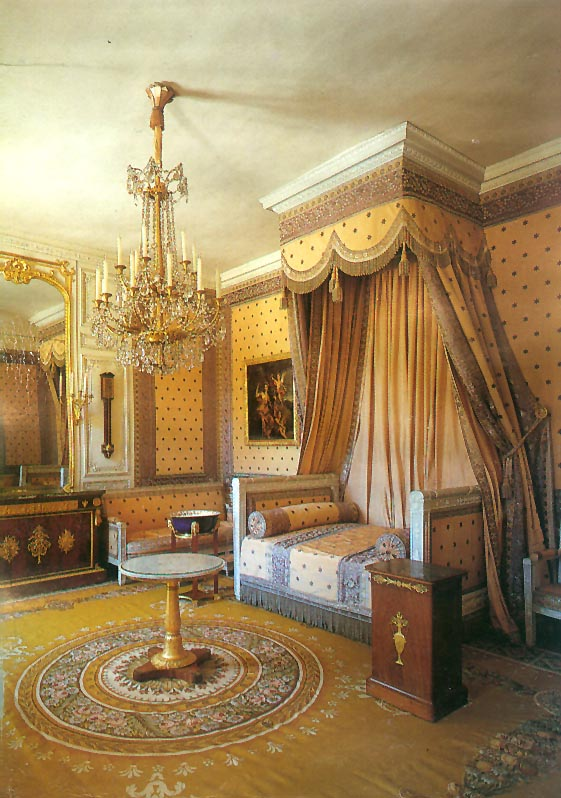
El dormitorio de Napoleón en el Grand Trianon, Versalles personifica el estilo neoclásico del Primer Imperio Francés.

En el punto álgido de la Revolución Francesa, durante el Reinado del Terror, los miembros de la Convención y el "incorruptible Robespierre", buscaron inspirarse en la Antigua Roma. Para ellos, la República Romana, con su idealizada austeridad, sencillez y estoicismo fueron el modelo a seguir. 
El estilo Directorio del periodo inmediatamente anterior, que pretendía una evocación más sencilla, pero aún elegante, de las virtudes de la Antigua República Romana:
Las virtudes estoicas de la Roma republicana se defendían como normas no sólo para las artes, sino también para el comportamiento político y la moral privada. Los "Convencionales" se veían a sí mismos como héroes de la antigüedad. Los niños llevaban el nombre de Bruto, Solón y Licurgo. Las fiestas de la Revolución fueron escenificadas por David como rituales de la antigüedad.  Incluso las sillas en las que se sentaba el comité de Salud Pública estaban hechas sobre modelos antiguos ideados por David. ...De hecho el neoclasicismo se puso de moda.
Sin embargo, con la llegada al poder de Napoléon fue la pompa del Imperio Romano la que tomó el relevo. El estilo Imperio "se volvió a la florida opulencia de la Roma Imperial. La austera severidad del dórico fue sustituida por la riqueza y el esplendor del corintio".
Dos arquitectos franceses, Charles Percier y Pierre Fontaine, fueron juntos los creadores del estilo imperio francés. Ambos habían estudiado en Roma y en la década de 1790 se convirtieron en los principales diseñadores de muebles en París, donde recibieron muchos encargos de Napoleón y otros estadistas.
El estilo Imperio rechazó las formas primitivas y puras que habían caracterizado el neoclasicismo del siglo XVIII, y en especial del estilo Luis XVI, para abrazar las formas reiterativas, la extravagancia y la contundencia. También Napoléon, como en su momento los líderes revolucionarios, veía un poder propagandístico en el arte. La omnipresencia y repetición de los mismos símbolos ("Ns", abejas imperiales, el águila) en el estilo Imperio recordaba a la profusión decorativa del reinado de Luis XIV en el Louvre y Versalles.
Para el nuevo emperador de Francia, y de parte de Europa, el arte ya no tenía un valor educativo, sino que servía para expresar la gloria del Imperio, además, el arte ya no estaba liderado por intelectuales, sino por servidores y funcionarios del régimen. Por lo tanto el estilo Imperio no se desarrolló únicamente en la corte imperial de París, sino que se expandió con fuerza por las capitales de los estados satélites. Rápidamente, los palacios de Nápoles, Milán, Florencia, Kassel o Ámsterdam recibieron un suntuoso mobiliario que rivalizaba con el de las Tullerías.
La arquitectura del estilo Imperio se basaba en elementos del Imperio Romano y en sus numerosos tesoros arqueológicos, que habían sido redescubiertos a partir del siglo XVIII.  Los estilos precedentes Louis XVI y Directorio empleaban diseños más rectos y sencillos en comparación con el Rococó del siglo XVIII.  Los diseños del Imperio influyeron mucho en el estilo Federal contemporáneo estadounidense (como el diseño del edificio del Capitolio de los Estados Unidos), y ambos fueron formas de propaganda a través de la arquitectura.  Era un estilo del pueblo, no ostentoso sino sobrio y equilibrado.  Se consideraba que el estilo había "liberado" e "iluminado" la arquitectura, al igual que Napoleón "liberó" a los pueblos de Europa con su Código Napoleónico.

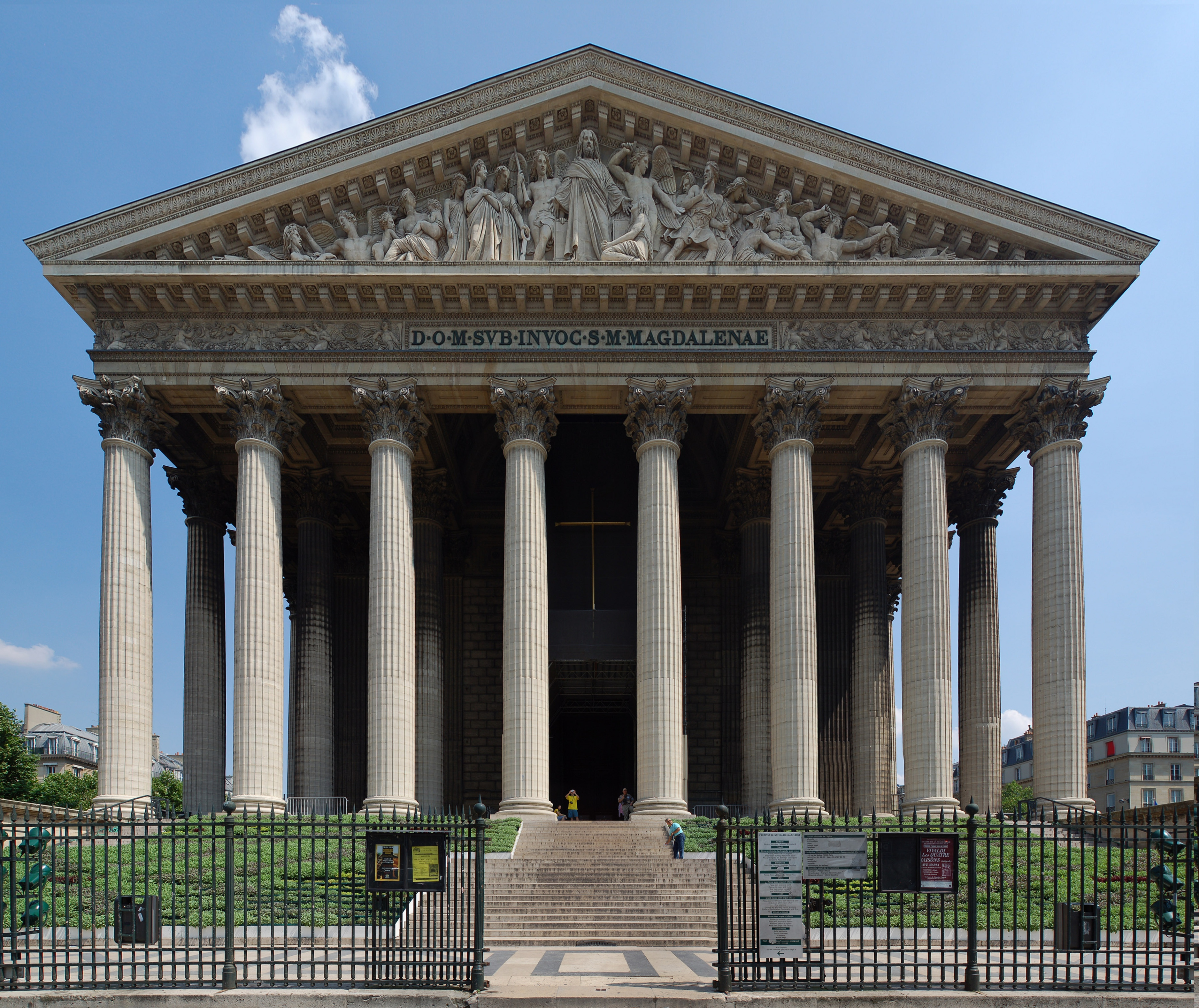
Iglesia de la Madeleine en París, un Templo a la Gloria del Grande Armée.

El periodo del Imperio se popularizó gracias a los ingeniosos diseños de Percier y Fontaine, arquitectos de Napoleón para el Malmaison.  Los diseños se inspiraron en símbolos y ornamentos tomados de los gloriosos imperios griegos y romanos.  Los edificios solían tener estructuras de madera sencillas y construcciones en forma de caja, enchapadas en costosa caoba importada de las colonias. Los muebles Biedermeier también utilizaban detalles de ébano, originalmente debido a limitaciones financieras. Los detalles de Ormolu (monturas y adornos de bronce dorado para muebles) mostraban un alto nivel de artesanía.
En resumen, podemos afirmar que bajo el estilo Imperio la influencia de la Antigüedad se borra de contenido al mismo tiempo que se acentúa el valor de lo formal y teatral, su decorativismo anuncia ya, los revivals del siglo XIX.

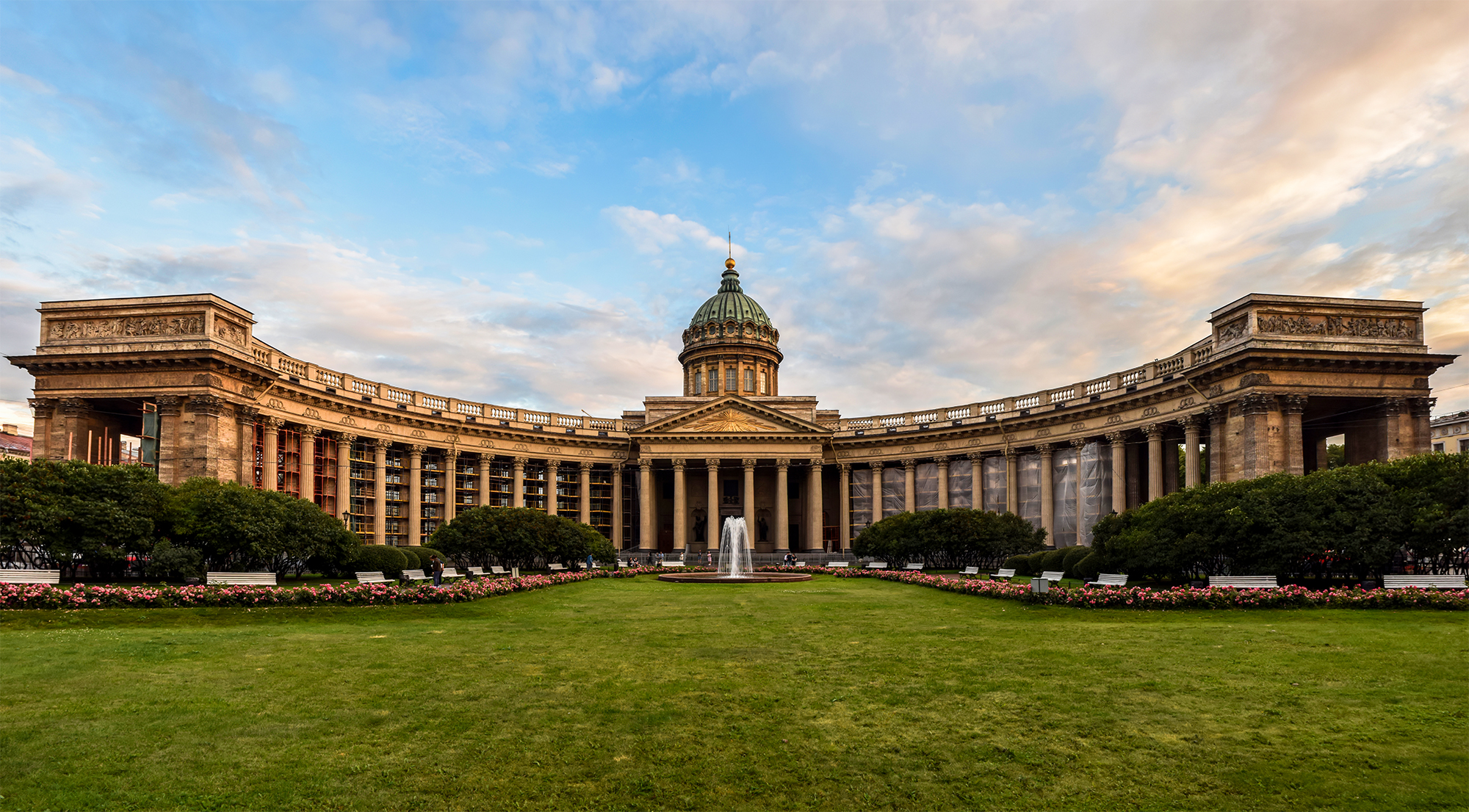
Catedral de Kazán en San Petersburgo

El general Bernadotte, que más tarde se convertiría en el rey Karl Johan de Suecia y Noruega, introdujo el estilo napoleónico en Suecia, donde se conoció con su propio nombre. El estilo Karl Johan siguió siendo popular en Escandinavia incluso cuando el estilo Imperio desapareció de otras partes de Europa. Francia pagó algunas de sus deudas a Suecia en bronces de ormolu en lugar de dinero, lo que dio lugar a una moda de arañas de cristal con bronce de Francia y cristal de Suecia.
Después de que Napoleón perdiera el poder, el estilo del Imperio continuó siendo favorito durante muchas décadas, con pequeñas adaptaciones.  Hubo un renacimiento del estilo en la última mitad del siglo XIX en Francia, de nuevo a principios del siglo XX y de nuevo en la década de 1980.
El estilo sobrevivió en Italia más tiempo que en la mayor parte de Europa, en parte debido a sus asociaciones romanas imperiales, y en parte porque fue revivido como un estilo nacional de arquitectura tras la unificación de Italia en 1870. Mario Praz escribió sobre este estilo como el Imperio Italiano.  En el Reino Unido, Alemania y Estados Unidos, el estilo Imperio se adaptó a las condiciones locales y gradualmente adquirió una mayor expresión como el Renacimiento Egipcio, el Renacimiento Griego, el Estilo Biedermeier, el Estilo Regencia y el Estilo Federal tardío.

## Características esenciales

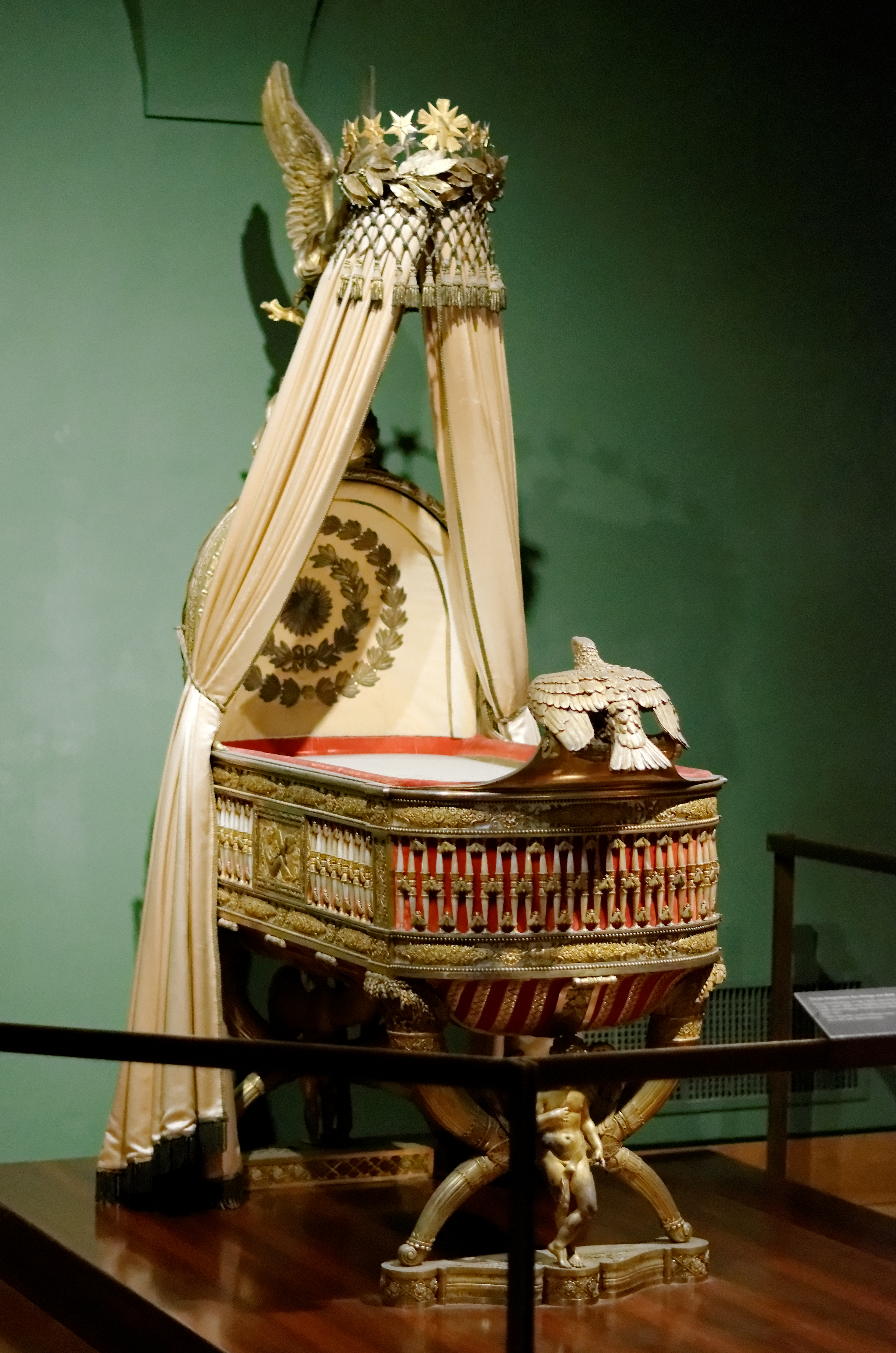
Cuna del rey de Roma (1811), obra de Jean-Baptiste-Claude Odiot y Pierre-Philippe Thomire según un diseño de Pierre-Paul Prud'hon, Kunsthistorisches Museum, Viena

Las características clave del estilo Imperio son la formalidad y la grandeza, la gracia y la monumentalidad.
- estricta simetría en las composiciones murales y organización de las estancias.
- uso de la misma madera para todos los muebles de la habitación. En los dormitorios aparecieron las camas barco o trineo, que se hicieron muy populares.
- los muebles se alejan de las formas sinuosas del estilo Luis XV o ligeras del estilo Luis XVI, adoptan una apariencia rígida, maciza y formas geométricas básicas.[5]
- los motivos son esencialmente guerreros (trofeos, lanzas, fasces...) o clásicos (esfinges, leones, águilas, ninfas...).
- a veces se incorporan motivos exóticos del Antiguo Egipto.
- se recuperan los colores intensos y saturados perdidos durante el siglo XVIII, que prefirió el blanco o los tonos pastel.
- los muebles se hacen en madera vista, sin pintar, como la caoba o el nogal.
- ausencia de marquetería.
- predominio de elaboradas incrustaciones de bronce.
- muebles nuevos: lit en bateau, psyché o sillas en "pied en sabre".
- paredes solían estar pintadas con colores intensos y saturados -verde esmeralda, burdeos, azul oscuro- o cubiertas con papel pintado con motivos griegos, romanos o egipcios.
- frecuente uso de motivos animales. Los leones, las águilas y las serpientes, asociados al valor, la fuerza y la sabiduría, eran los animales más populares del "Imperio". Sus cabezas y patas estilizadas adornaban los reposabrazos y las patas de los muebles, y los respaldos de las sillas y sofás tenían a menudo la forma de un ala de águila.
- mobiliario representaba a menudo la arquitectura en miniatura: clásica, simétrica y rígida. Además, se decoraba con detalles puramente arquitectónicos como columnas y cariátides.  La mayoría de los tableros de mesa fabricados durante esta época se apoyan en sus hombros de madera o bronce.
- Los arquitectos Percier y Fontaine crearon para el estilo Imperio un estricto sistema de símbolos: por ejemplo, una abeja rodeada de una corona de laurel significaba Napoleón, y un cisne, la emperatriz Josefina.

## Motivos y ornamentos
Toda la ornamentación del Imperio se rige por un riguroso espíritu de simetría que recuerda al estilo Luis XIV. Por lo general, los motivos de los lados derecho e izquierdo de una pieza se corresponden en todos los detalles; cuando no es así, los motivos individuales en sí mismos son totalmente simétricos en su composición: cabezas antiguas con trenzas idénticas que caen sobre cada hombro, figuras frontales de la Victoria con túnicas dispuestas simétricamente, rosetas o cisnes idénticos que flanquean una placa de cierre, etc. Al igual que Luis XIV, Napoleón tenía un conjunto de emblemas inequívocamente asociados a su gobierno, sobre todo el águila, la abeja, las estrellas y las iniciales I (de Imperator) y N (de Napoleón), que solían inscribirse dentro de una corona de laurel imperial. Los motivos utilizados son: figuras de Victoria portando ramas de palma, bailarinas griegas, mujeres desnudas y drapeadas, figuras de carros antiguos, puttis alados, mascarones de Apolo, Hermes y la Gorgona, cisnes, leones, cabezas de bueyes, caballos y bestias salvajes, mariposas, garras, chimeras aladas, esfinges, bucráneos, caballitos de mar, coronas de roble anudadas por finas cintas de arrastre, vides trepadoras, roleo de amapola, rosetas, ramas de palma y laurel. Hay muchos grecorromanos: hojas de acanto rígidas y planas, palmetas, cornucopias, cuentas, ánforas, trípodes, discos imbricados, caduceos de Mercurio, jarrones, cascos, antorchas encendidas, trompetas aladas e instrumentos musicales antiguos (tubas, sonajas y, sobre todo, liras). A pesar de su origen antiguo, se abandonan los acanalados y los triglifos, tan frecuentes bajo Luis XVI. Los motivos del Renacimiento egipcio son especialmente comunes al principio del periodo: escarabajos, capiteles loto, discos alados, obeliscos, pirámides, figuras con nemes, cariátidess en gaine sostenidas por pies descalzos y con mujeres tocados egipcios.

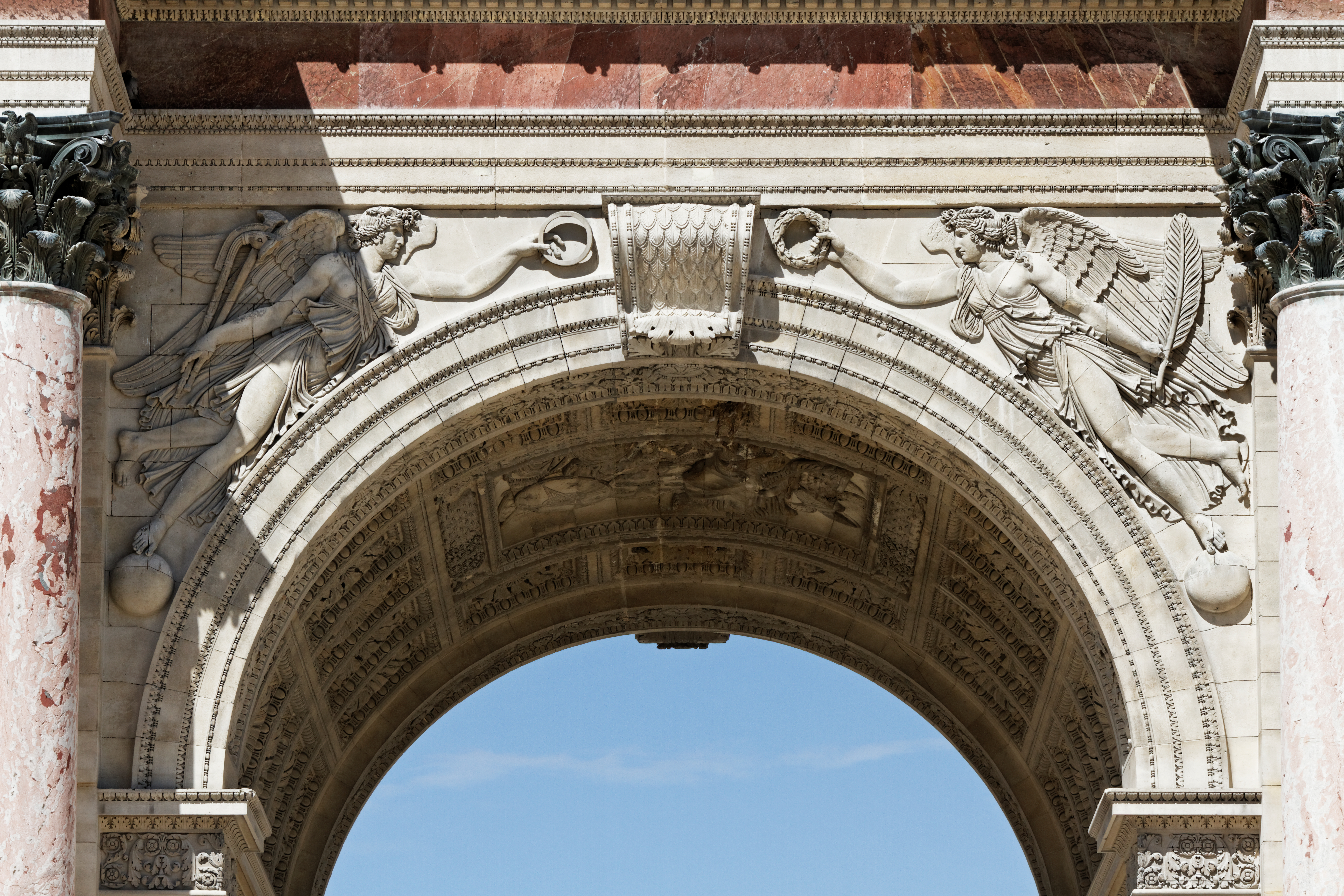
Detalle del Arco de Triunfo de Paris, con un par de victorias aladas
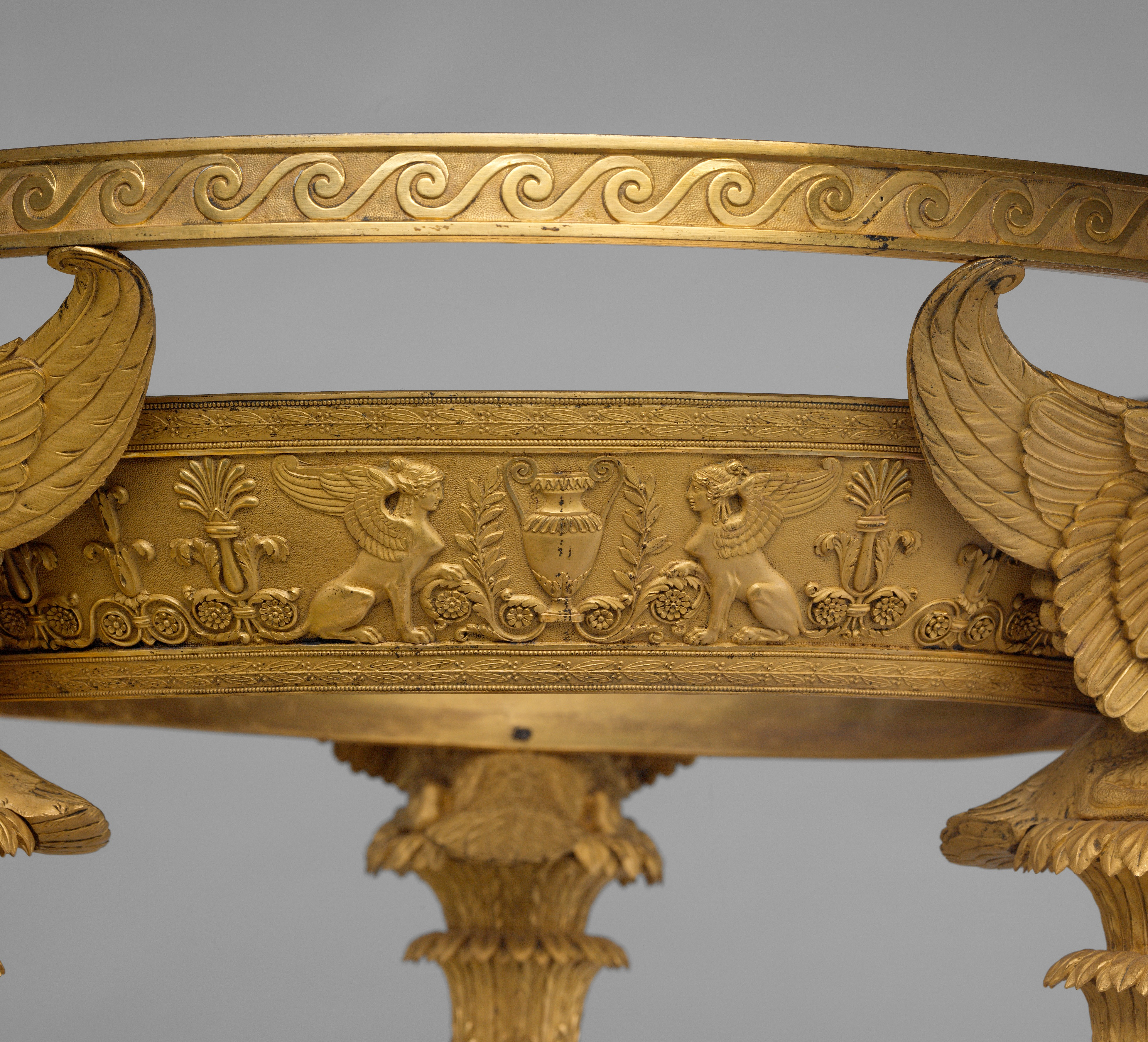
Par de esfinges con un ánfora entre ellas, rodeadas de roleos y palmetas, en una base de lavabo
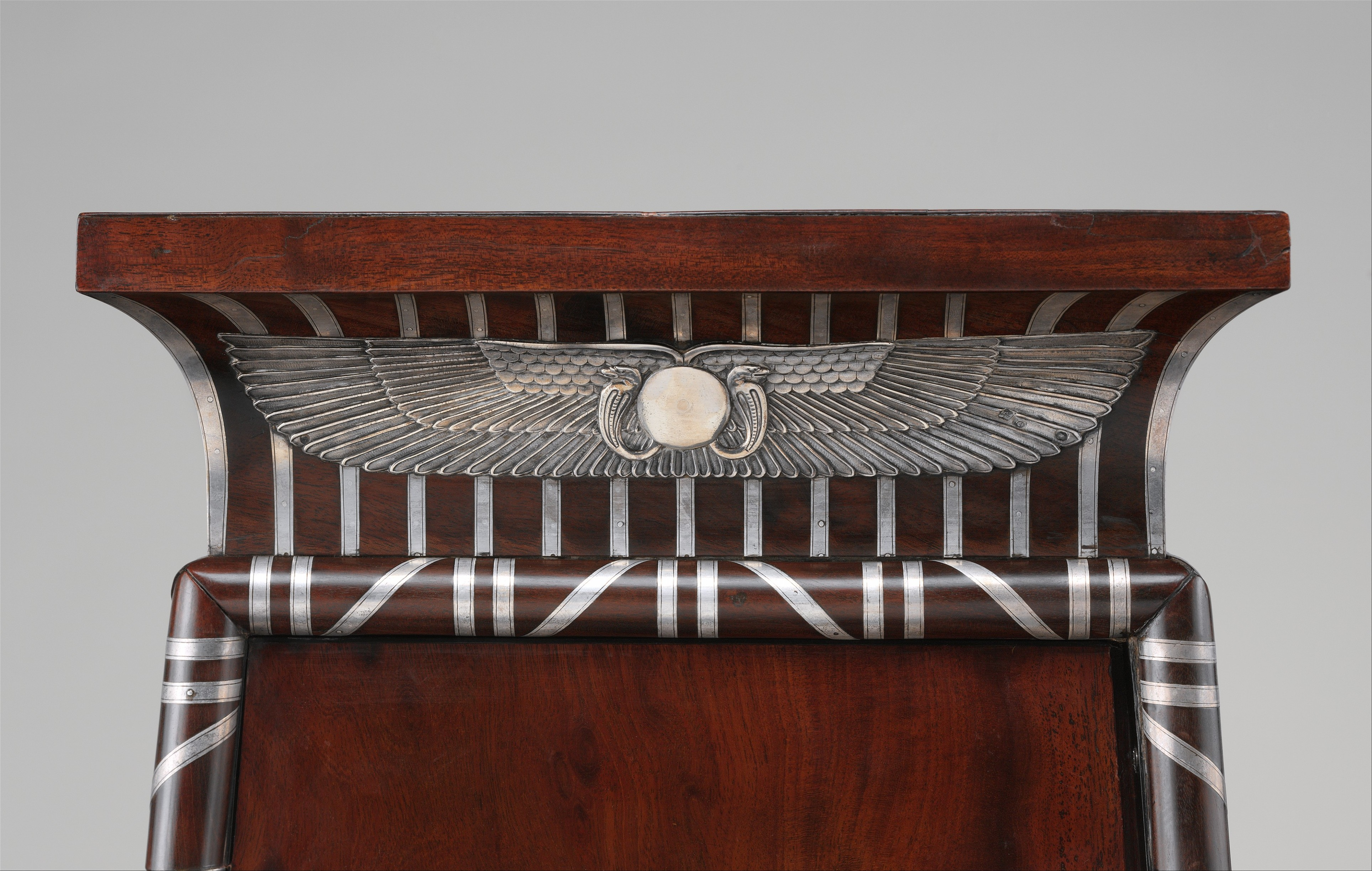
Parte superior de un gabinete de monedas neo egipcio con forma de pilono, con una cornisa y un sol alado
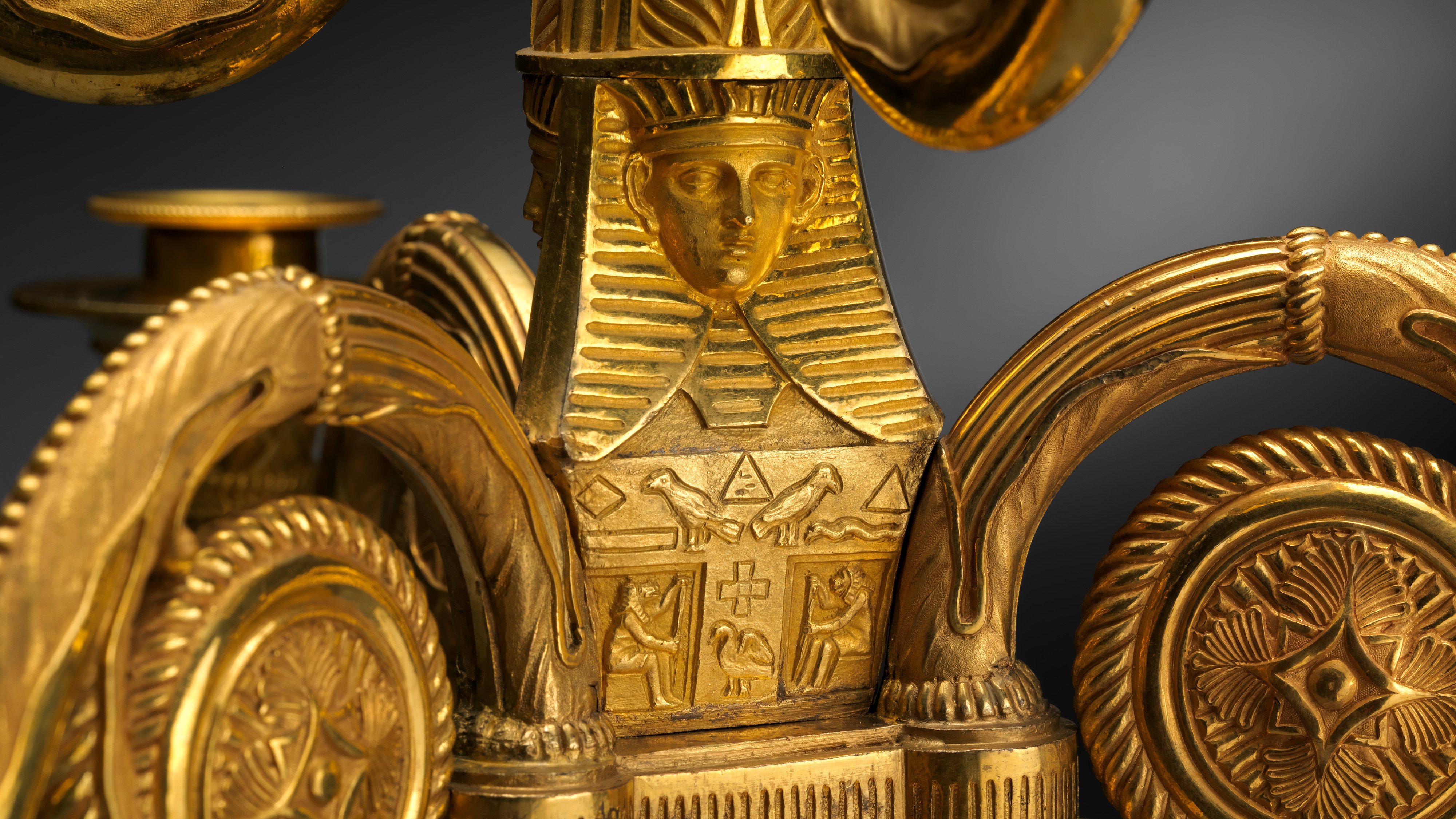
Ornamentos neoegipcios de un candelabro de seis luces y soporte

## Post 1815
Después de la caída de Napoleón, el estilo fue adoptado por otros países europeos, deseosos de emular la gloria imperial napoleónica. Cabe destacar:
- la Rusia imperial, donde fue utilizado para celebrar la victoria sobre Napoleón en estructuras monumentales como la catedral de Kazán, la columna de Alejandro y la plaza del Palacio o la puerta de Narva; así como más tarde en la construcción de Nuevo Hermitage.
- en el Reino de Baviera, bajo el reinado de Luis I, que aspiró a convertir Múnich en la "Atenas del Isar", construyendo la Königsplatz, la Ludwigsstrasse o nuevos aposentos en la Residenz, destacó sobre todo el arquitecto Leo von Klenze.
- en Reino Unido, bajo el reinado de Jorge IV se encargaron grandes proyectos urbanísticos como la Regent Street o el Regent's Park, además de la redecoración de los palacios y residencias de Carlton House y Buckingham House obra de John Nash. En dicho país, el estilo Imperio adoptó el nombre de estilo Regencia.

En la Centroeuropa germana, el estilo Imperio fue conocido como el estilo Biedermeier.
El estilo sobrevivió en Italia mucho más que en el resto de Europa, debido en parte a sus asociaciones con el Imperio romano, y también porque fue establecido como estilo nacional arquitectónico después de su unificación en 1870. El crítico Mario Praz se refirió a este estilo como Imperio Italiano.

## Galería: en Francia

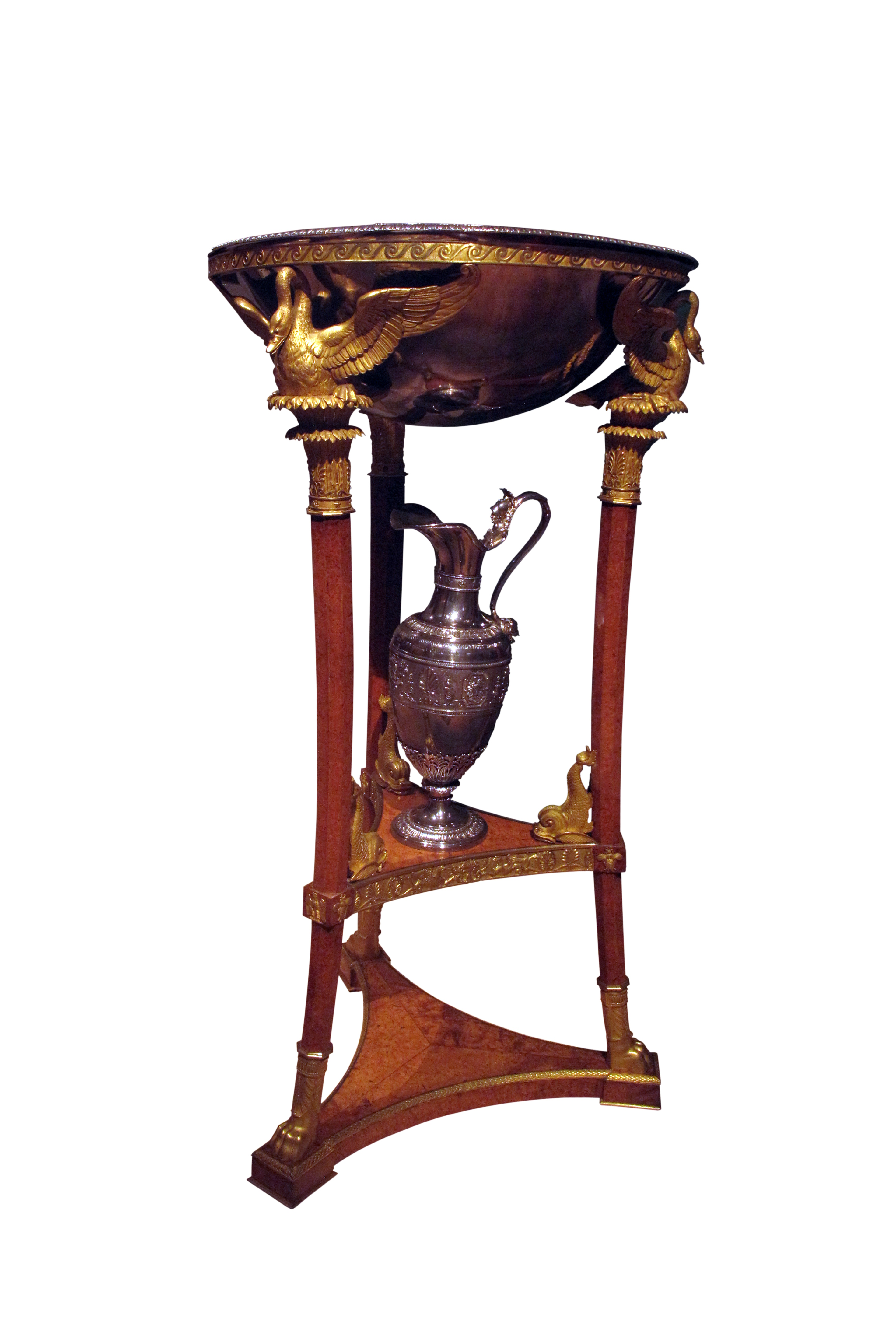
Athénienne de Napoleón (h. 1800-1804), de Martin-Guillaume Biennais.
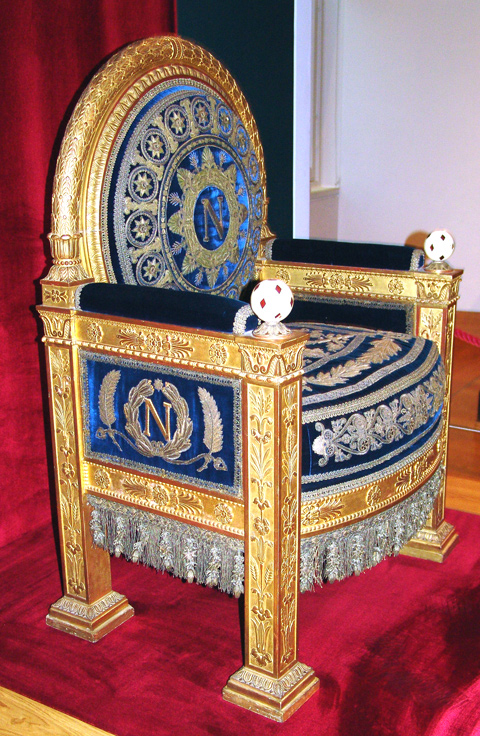
El trono de Napoleón en las Tullerías.
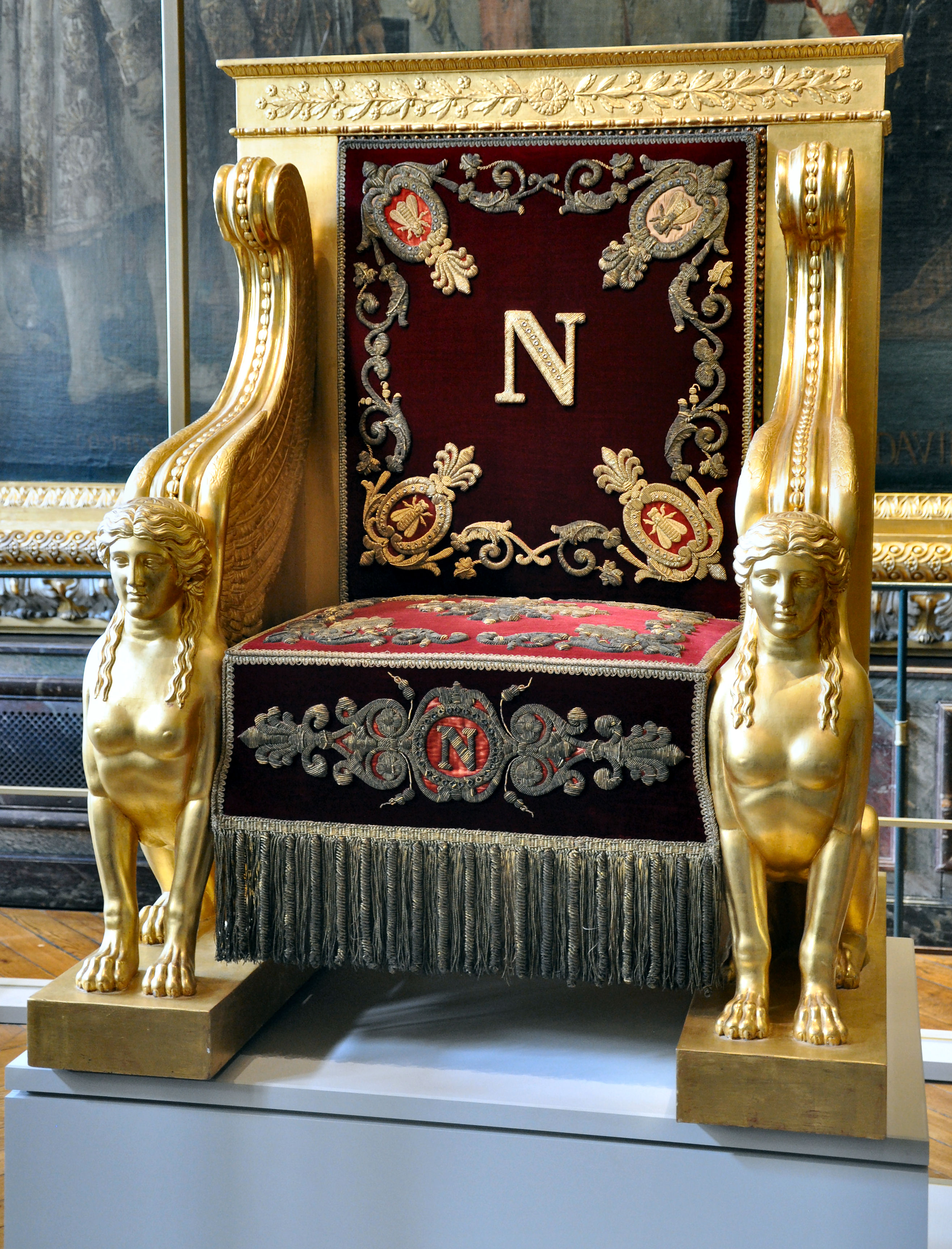
Trono de Napoléon en el Senado, de François-Honoré-Georges Jacob-Desmalter.
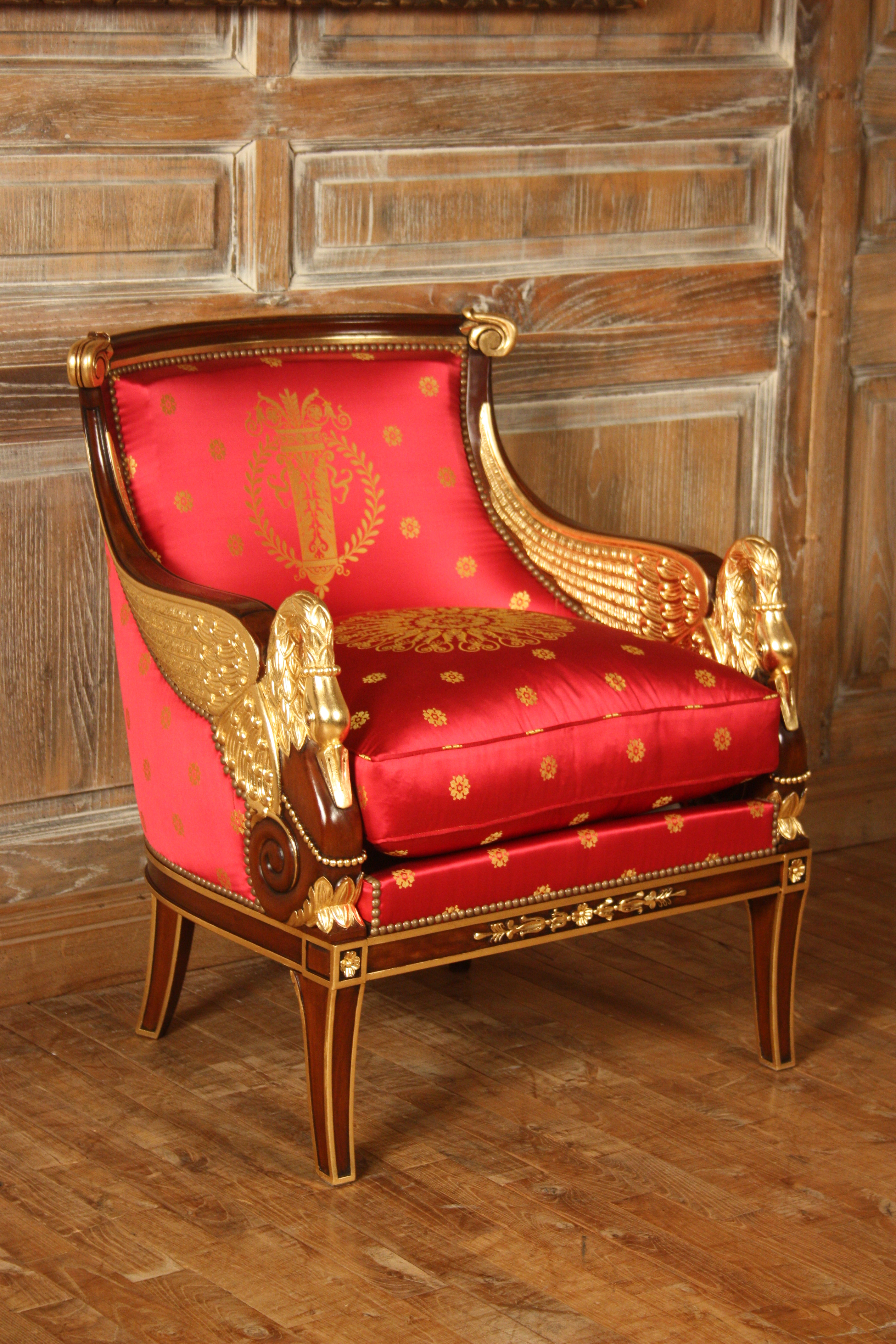
Butaca estilo Imperio.
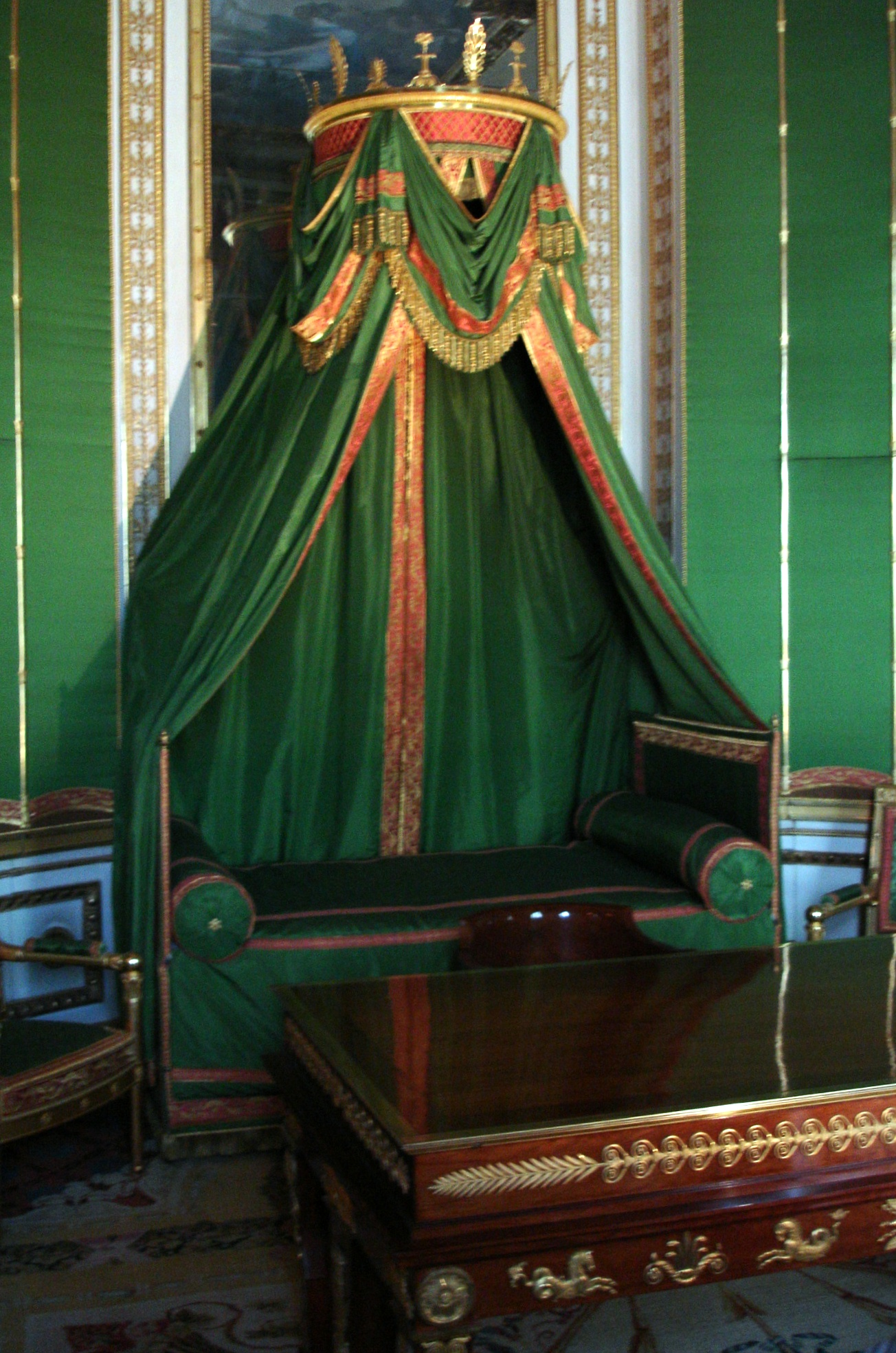
Habitación de Napoleón en Fontainebleau.
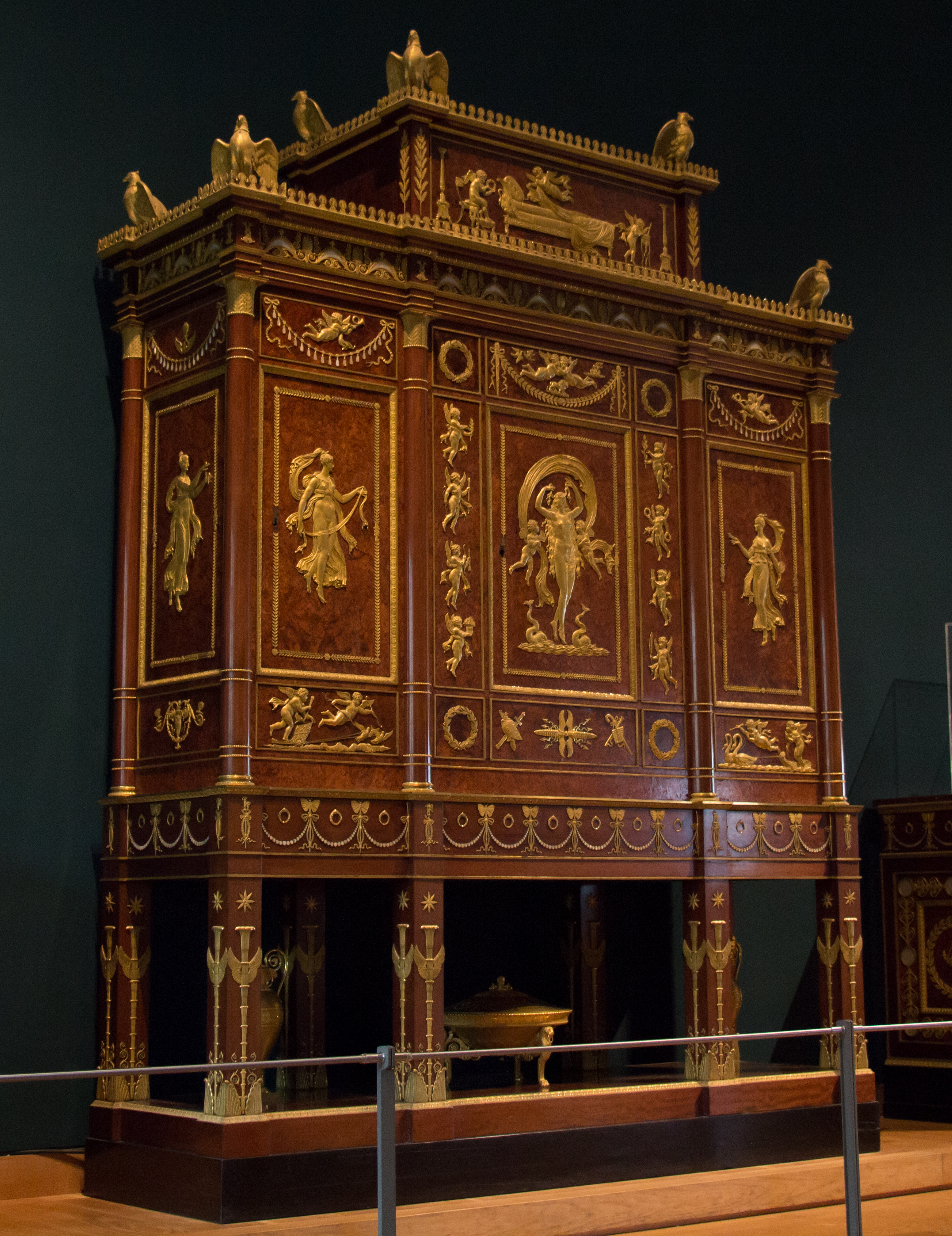
Joyero de la emperatriz Josefina.
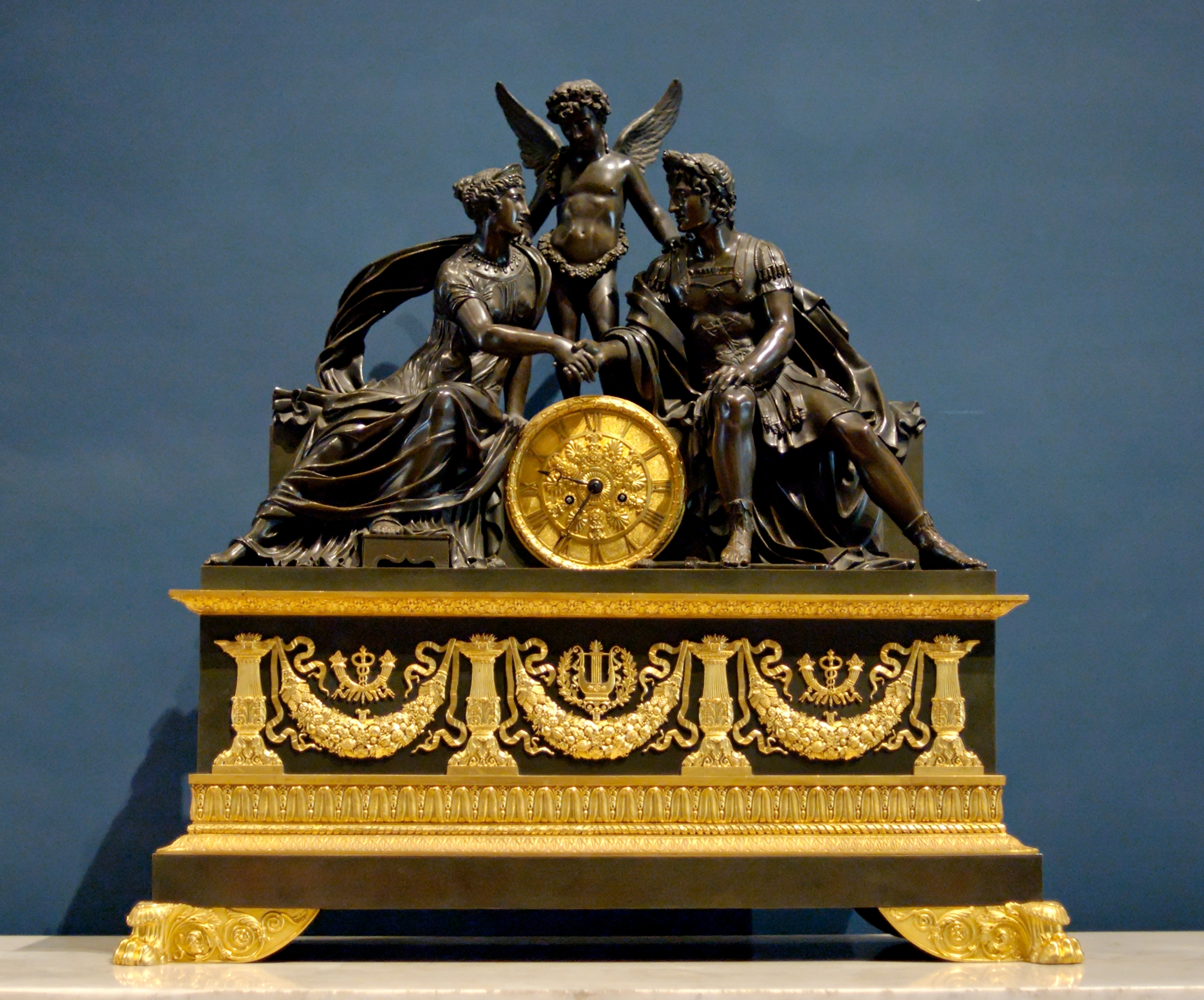
Reloj de mesa.
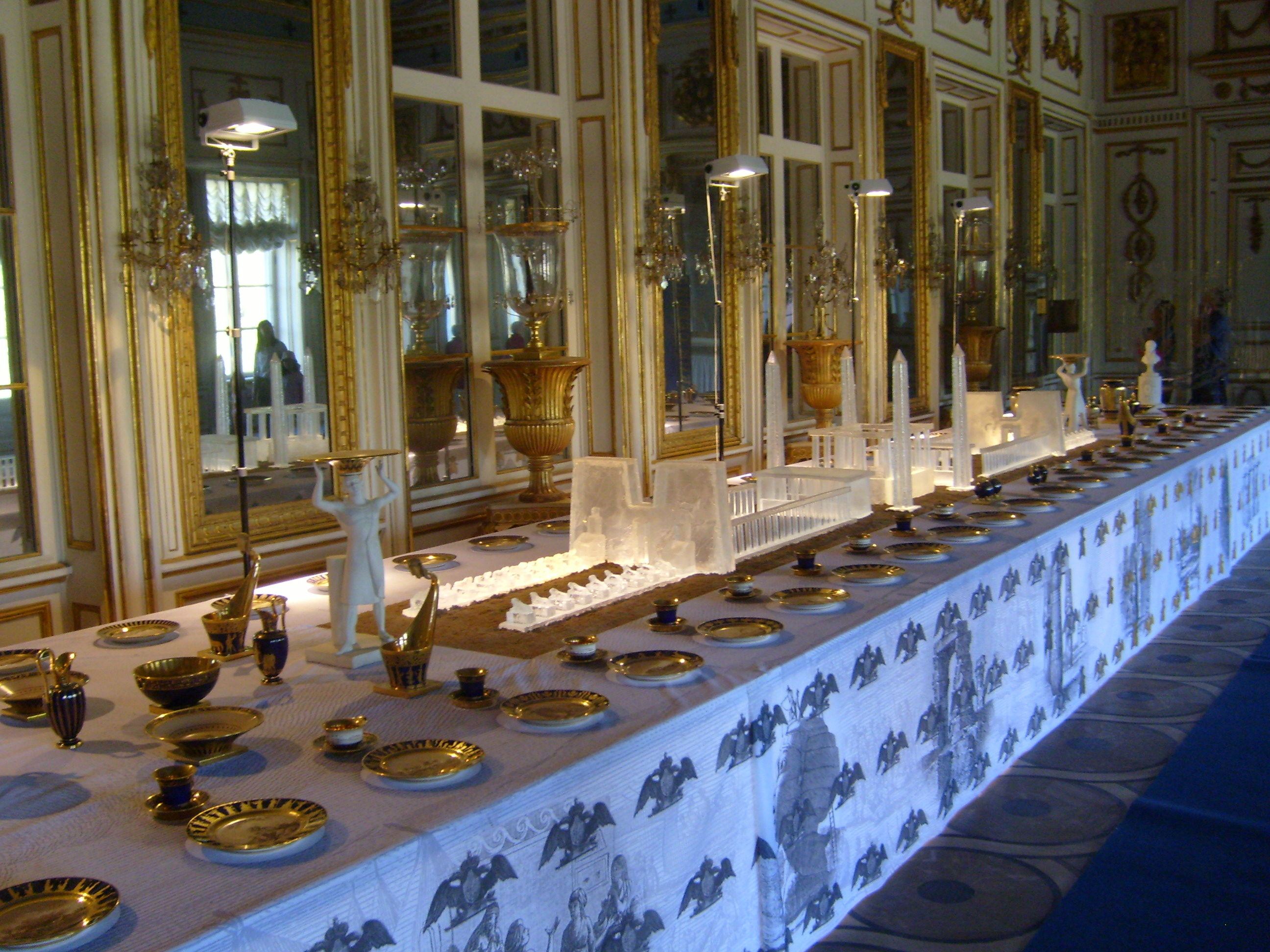
Servicio de mesa de Napoleón con motivos egipcios (1804-1806).
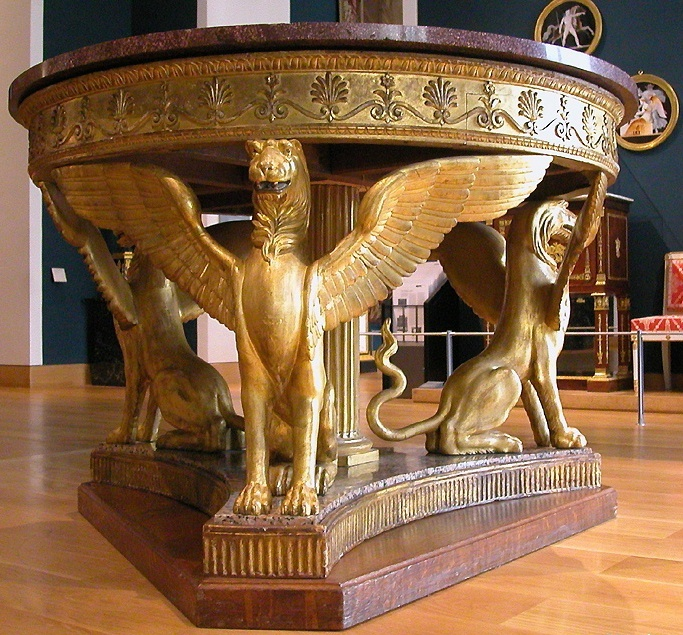
Mesa.

## Galería: fuera de Francia

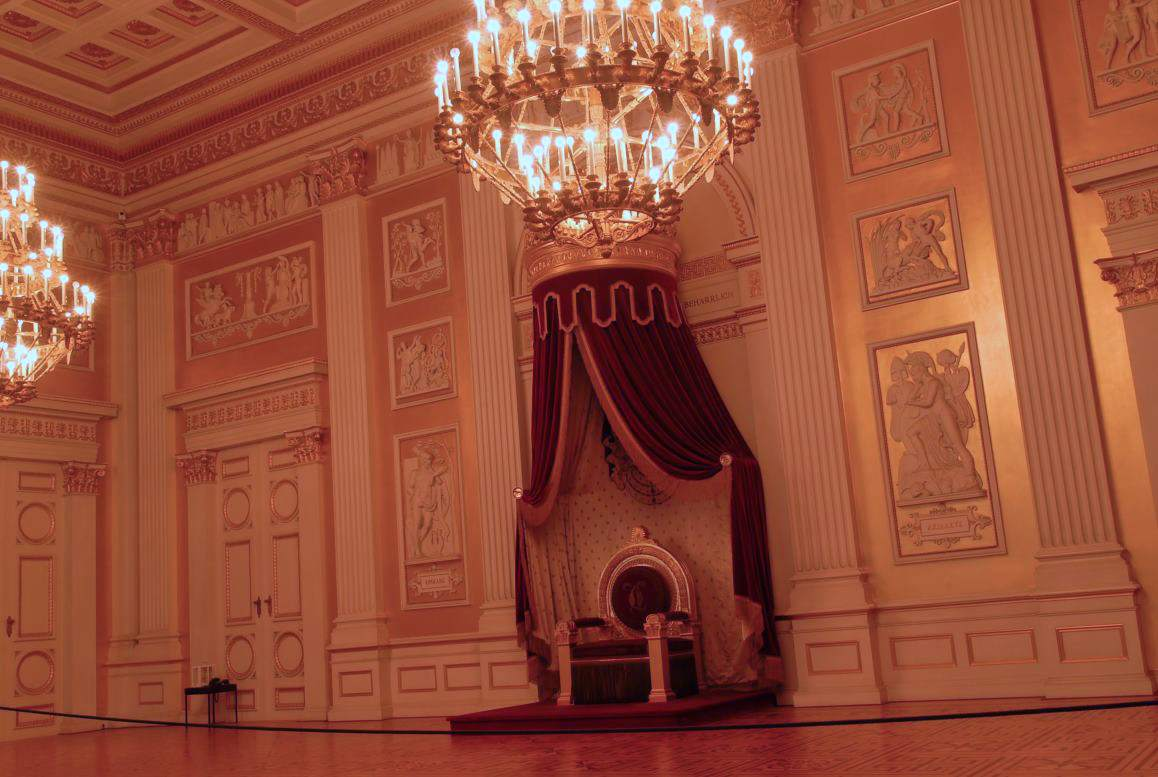
Salón del Trono del Rey en la Residenz, Múnich.
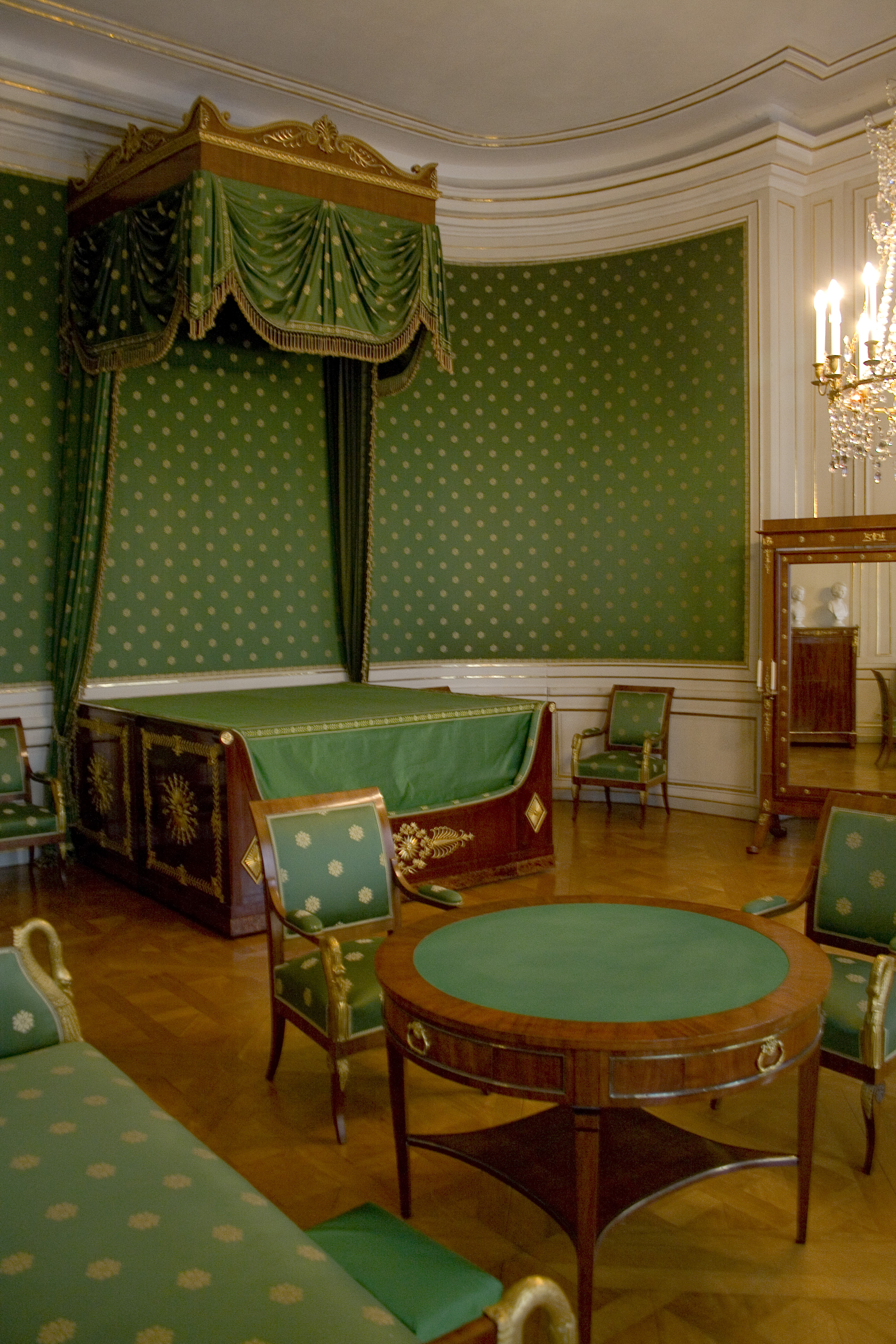
Dormitorio de la Reina en Nymphenburg, Múnich.
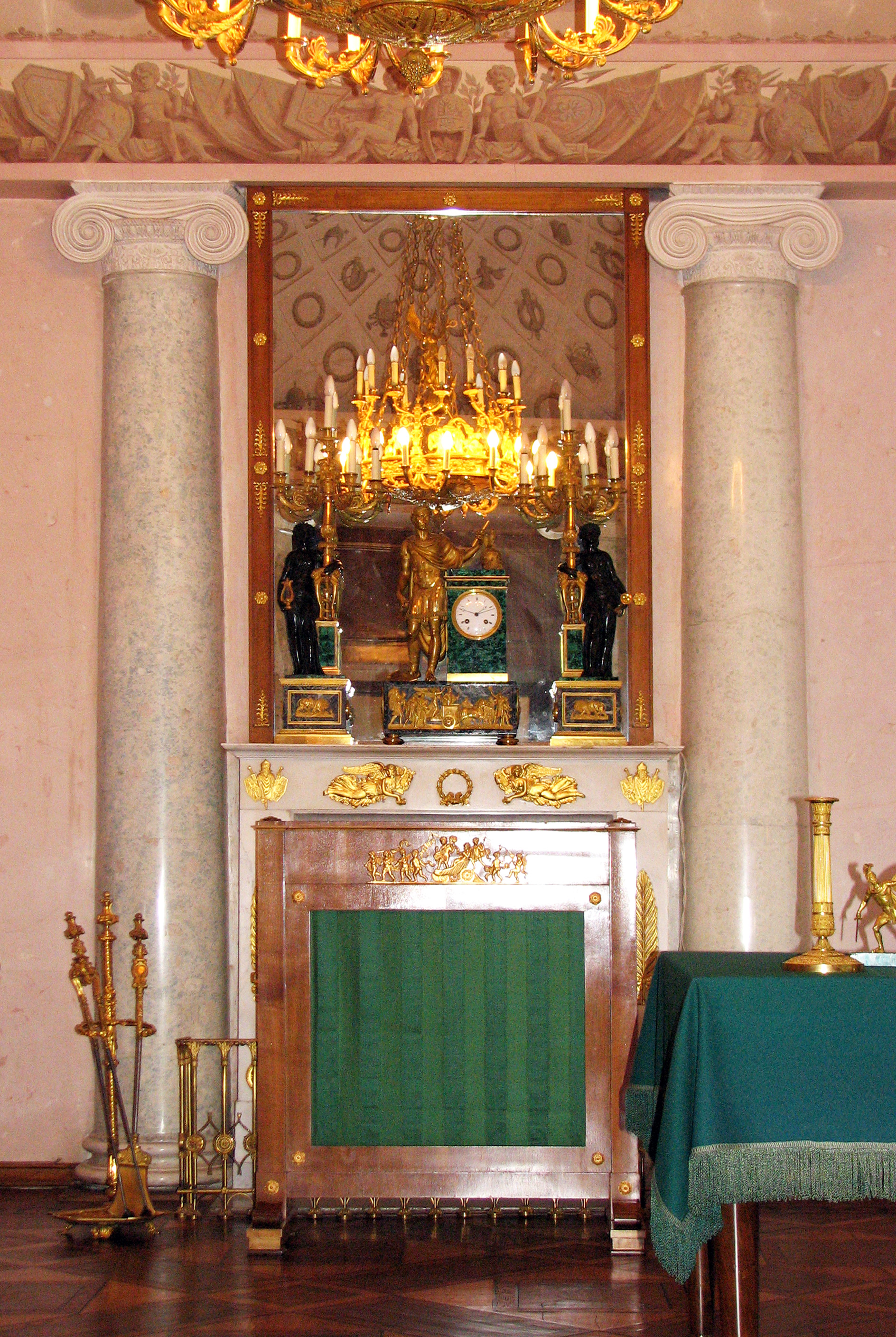
Despacho del Zar en Tsarskoye Selo.
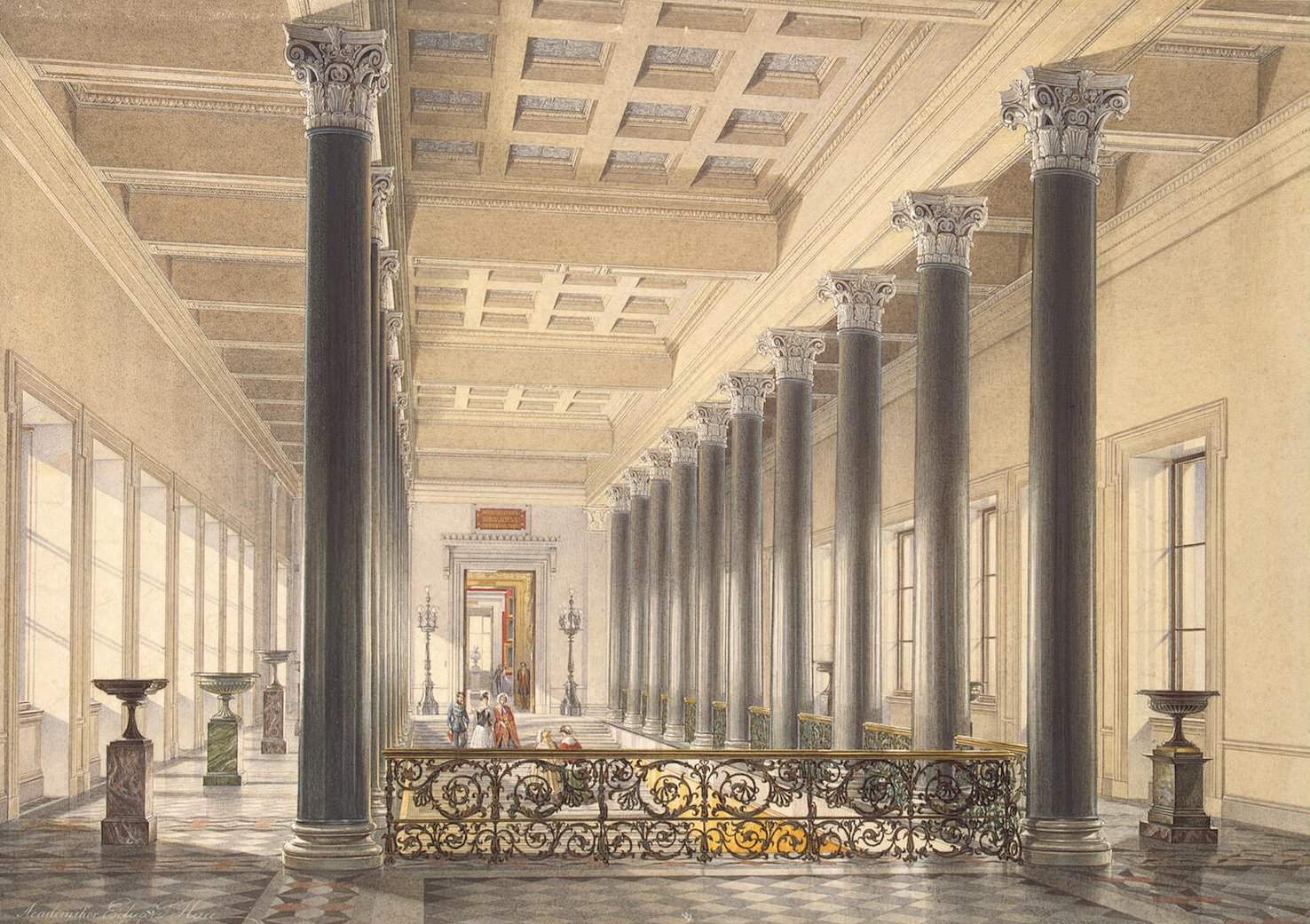
Entrada al Nuevo Hermitage, San Petersburgo.
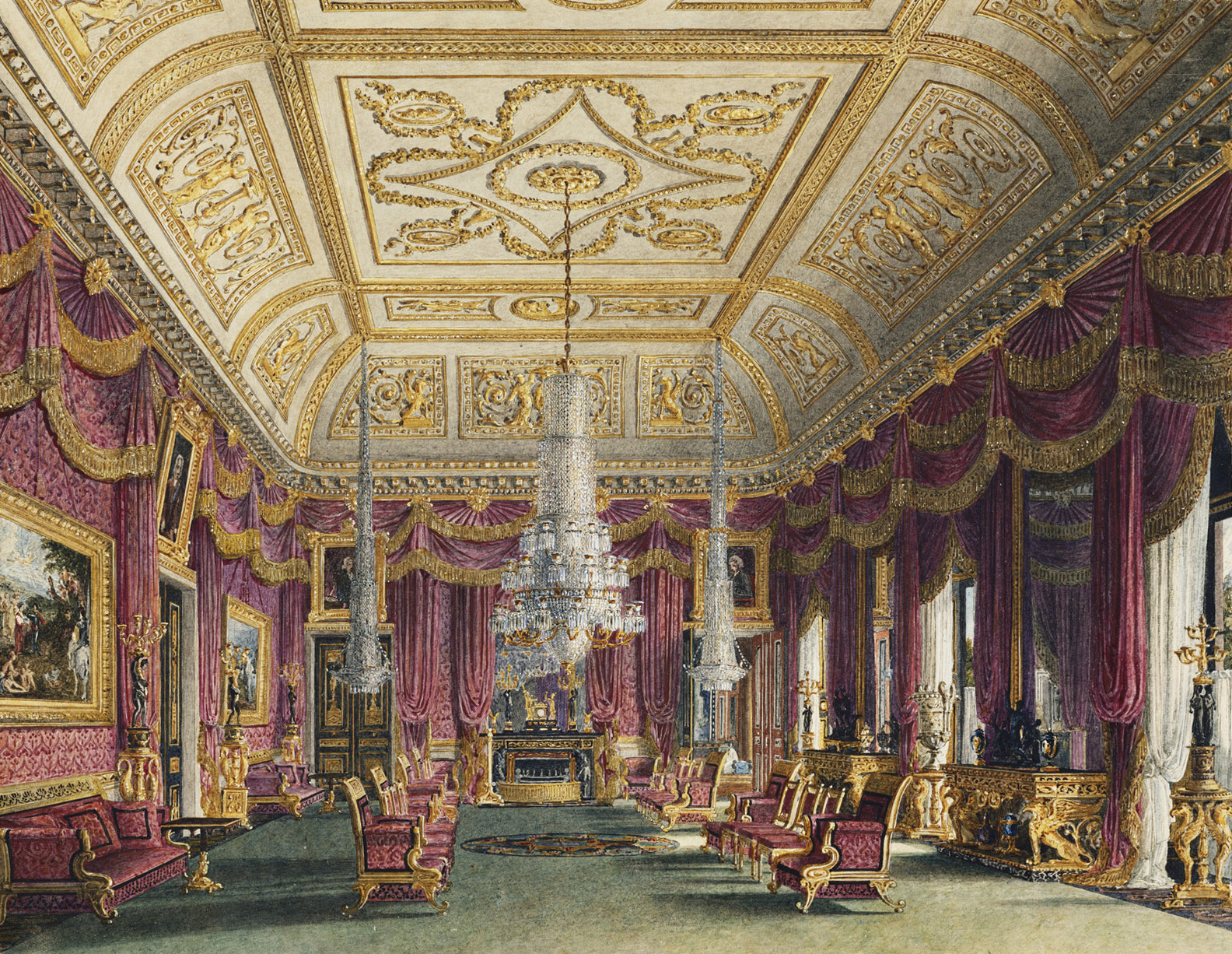
Crimson Drawing Room en la Carlton House, Londres.
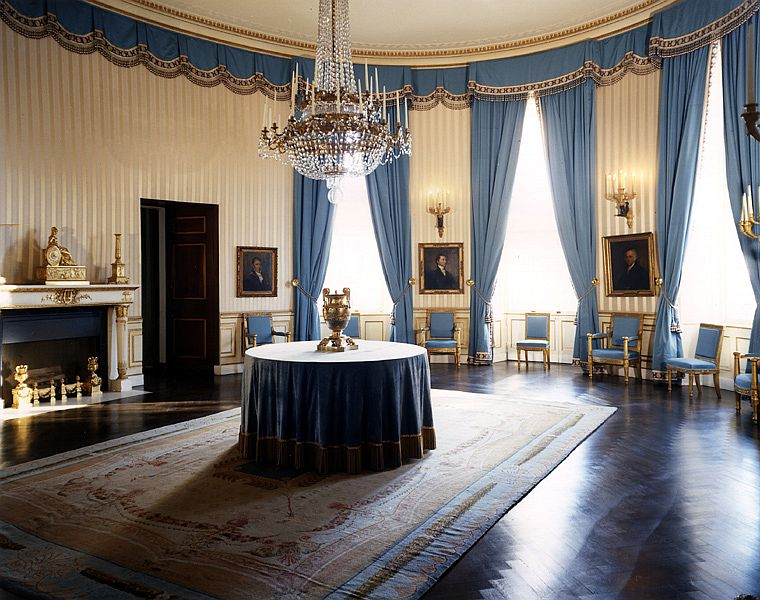
Blue Drawing Room en la Casa Blanca, Washington.
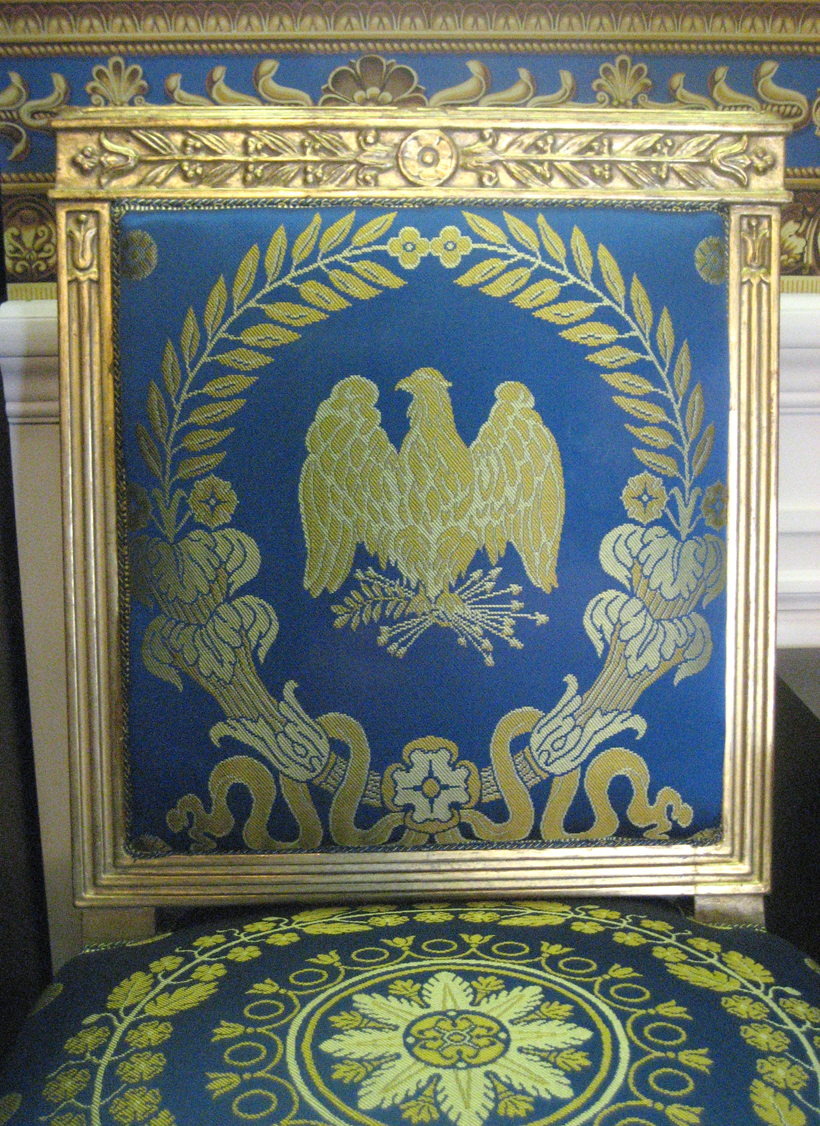
Tapicería en una silla de la Blue Drawing Room.